# Pōmare II
Pōmare II, connu sous le nom de Tunuieaiteatua (Tū-nui-e-a'a-i-te-atua) ou encore de Vaira'a-toa, né vers 1782 à Tahiti et mort le 7 décembre 1821 à Moorea, fut le second roi de Tahiti de la dynastie des Pōmare. Héritier et fils de Pōmare Ier, il règne d'abord sous la régence de son père à partir de 1791, puis seul après la mort de ce dernier en 1803. Sous son règne, le protestantisme devient la religion officielle du royaume.
En 1803, à la mort de Pōmare Ier, son fils lui succède véritablement. Au pouvoir, il s’allie encore davantage avec les missionnaires, et dès 1803 ces derniers lui enseignent la lecture et les Évangiles. Les missionnaires encouragent par ailleurs sa volonté de conquête, afin de n’avoir à traiter qu’avec un seul interlocuteur politique. La conversion de Pōmare II en 1812 inaugure l’essor du protestantisme dans l’île.

## Accession au trône
En 1788, Bligh estime que le prince a six ans, il serait ainsi né vers 1782 à Tahiti. Fils du chef tahitien Vairaʻatoa Taina, il devient prince héritier du nouveau royaume de Tahiti après que son père a réunifié les différentes chefferies en se proclamant roi sous le nom de Pōmare Ier en 1788.
En 1791, le roi abdique en faveur de son jeune fils de neuf ans, mais prend la régence qu'il conserve jusqu'à sa mort.
Le 5 mars 1797, des missionnaires de la London Missionary Society débarquent à la pointe Vénus (Mahina) à bord du Duff (en), avec pour ambition de détruire les cultes maohi et de christianiser la population. L’arrivée de ces missionnaires marque un nouveau tournant pour l’île de Tahiti, dont la culture locale et la structure sociale sont profondément bouleversées.
Les premières années sont laborieuses pour les missionnaires, malgré leur association avec les Pōmare, dont ils connaissent l’importance grâce aux récits des précédents navigateurs.

## Règne personnel

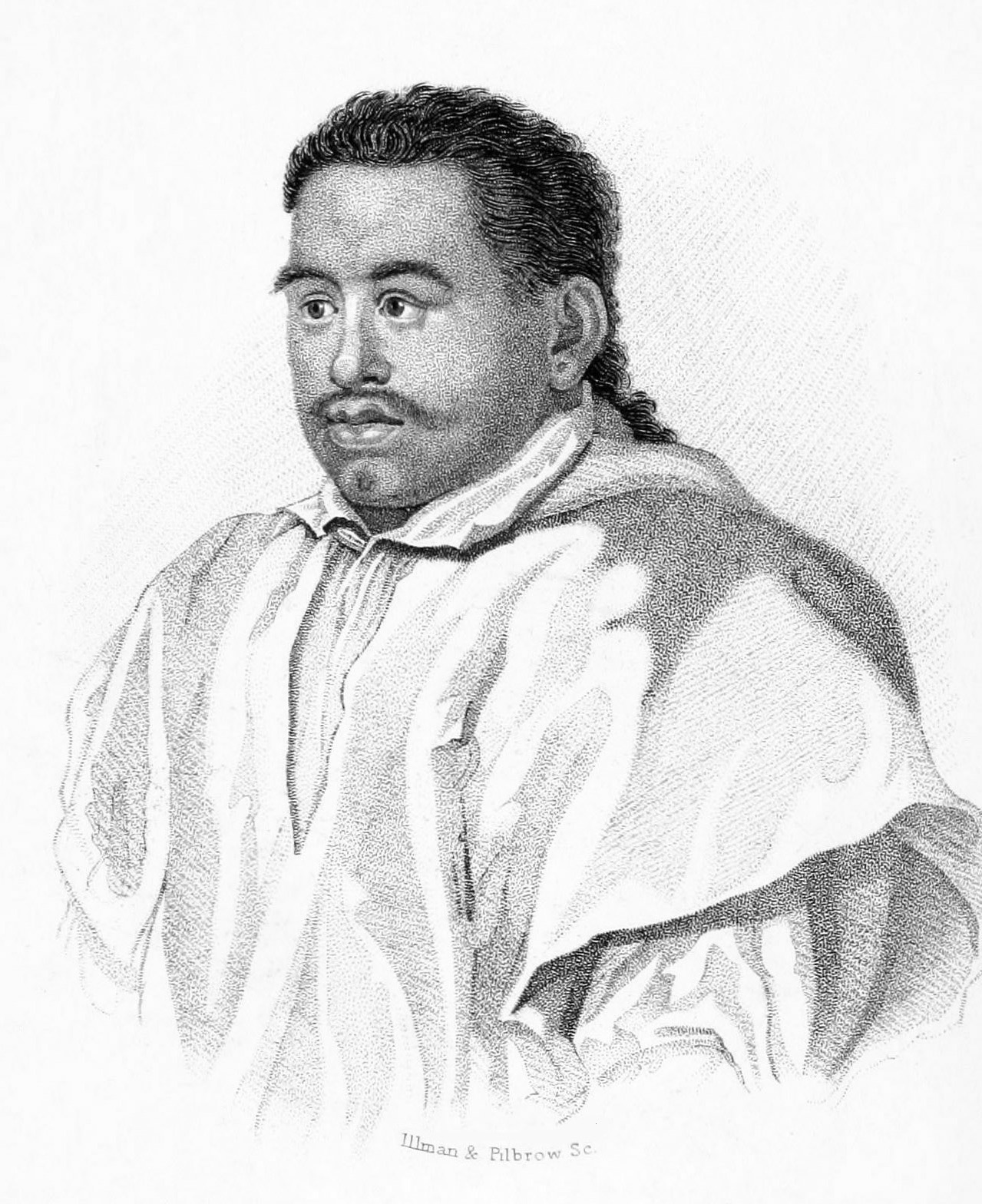
Gravure de Pōmare II de Tahiti.

Le règne personnel de Pōmare II débute ainsi en 1803 à la mort de son père. Dès 1812, le roi avait déclaré son attachement au christianisme. Ce fut dans la Chapelle Royale des missions de Papaoa, à Tahiti, le 16 juin 1819, lors du premier baptême public que le sacrement lui est administré. Cette cérémonie se déroule devant quatre à cinq mille personnes. Pōmare II est baptisé devant la chaire centrale. Ce sont les missionnaires Bicknell et Henry qui procèdent aux ablutions.
Par la suite, de nombreuses personnes sont baptisées a Tahiti et Moorea. En 1819, les missionnaires célèbrent le vingt-deuxième anniversaire de leur arrivée à Tahiti. Ils contribuèrent largement à centraliser le pouvoir royal.
Le 12 novembre 1815, grâce à ces alliances, Pōmare II remporte une bataille décisive à Fe’i Pī (Punaauia), notamment contre Opuhara, le chef du puissant clan des Teva, encore animistes. Cette victoire permet à Pōmare II d’être reconnu Ari’i Rahi, c’est-à-dire roi de Tahiti. C’est la première fois que Tahiti est unifiée sous la domination d’une seule famille. C’est la fin de la féodalité tahitienne et de l’aristocratie militaire, remplacée par une monarchie absolue. Parallèlement, le protestantisme se propage rapidement grâce au soutien de Pōmare II, et remplace les croyances traditionnelles. Dès 1817, les Evangiles sont traduits en tahitien et enseignés dans les écoles religieuses. En 1818, le Pasteur Crook fonde la ville de Papeete (signifiant "eau issue d'un panier"), qui deviendra la capitale de l’île.
En 1819, Pōmare II, sur l’initiative des missionnaires, instaure le premier code de lois tahitiennes, connu sous le nom de Code Pomare. Les missionnaires et Pōmare II imposent alors l’obligation de porter des vêtements couvrant tout le corps, l’interdiction des danses et des chants, des tatouages et des parures de fleurs, toutes ces traditions étant qualifiés d’« impudiques ».

## Mariages et descendance
En 1809, il épouse à Moorea la princesse Teriitaria, fille aînée du roi Tamatoa III de Raiatea. Mais lors de l'arrivée de celle-ci, le roi s'éprend de sa sœur cadette, la princesse Teremoemoe. Il épouse finalement les deux sœurs. 
Teremoemoe donne naissance à deux fils : Teinaiti (1817-1818), qui ne survit pas, et Teriʻitaria le futur Pōmare III (1820-1827) et une fille Aimata (1813-1877), la future Pōmare IV.
Pōmare II meurt à Moorea le 7 décembre 1821 des suites de son alcoolisme. Son jeune fils d'à peine un an, Pōmare III, lui succède alors sous la régence de sa mère, Teremoemoe.

## Portrait par William Ellis
« Grand, fortement charpenté sans être corpulent, il était d’une stature imposante, mesurant plus de six pieds. [...] Son teint n’était pas sombre, mais plutôt hâlé ; ses traits paraissaient lourds, encore que ses yeux brillaient d’intelligence. [...] »